# Wat Kamphaeng Laeng

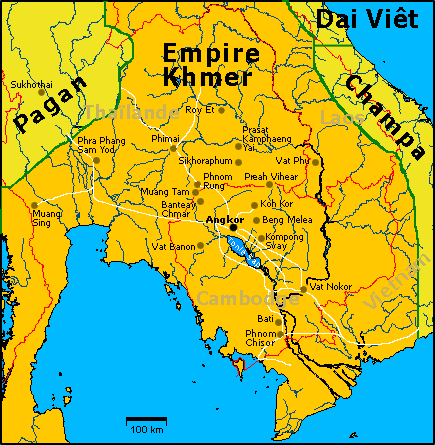
Principaux sites khmers

Le Wat Kamphaeng Laeng (thaï วัดกำแพงแลง) est un sanctuaire khmer situé dans l'enceinte d'un Wat en activité au sud-est de Phetchaburi, dans la Province de Phetchaburi (Thaïlande).
Il est constitué de quatre bâtiments entièrement de latérite ; chacune des tours repose sur un socle à degrés et comporte quatre ouvertures. L'ensemble est entouré par un mur d'enceinte d'origine. Le prang principal est de style Lopburi ; il était entouré de quatre tours plus petites (une de chaque côté et une en arrière). À une période plus tardive un petit oratoire a été ajouté devant la rangée des trois tours. Il subsiste des traces des décorations en stuc.
À l'origine, c'était un temple hindouiste, converti plus tard en sanctuaire bouddhiste.

## Photographies

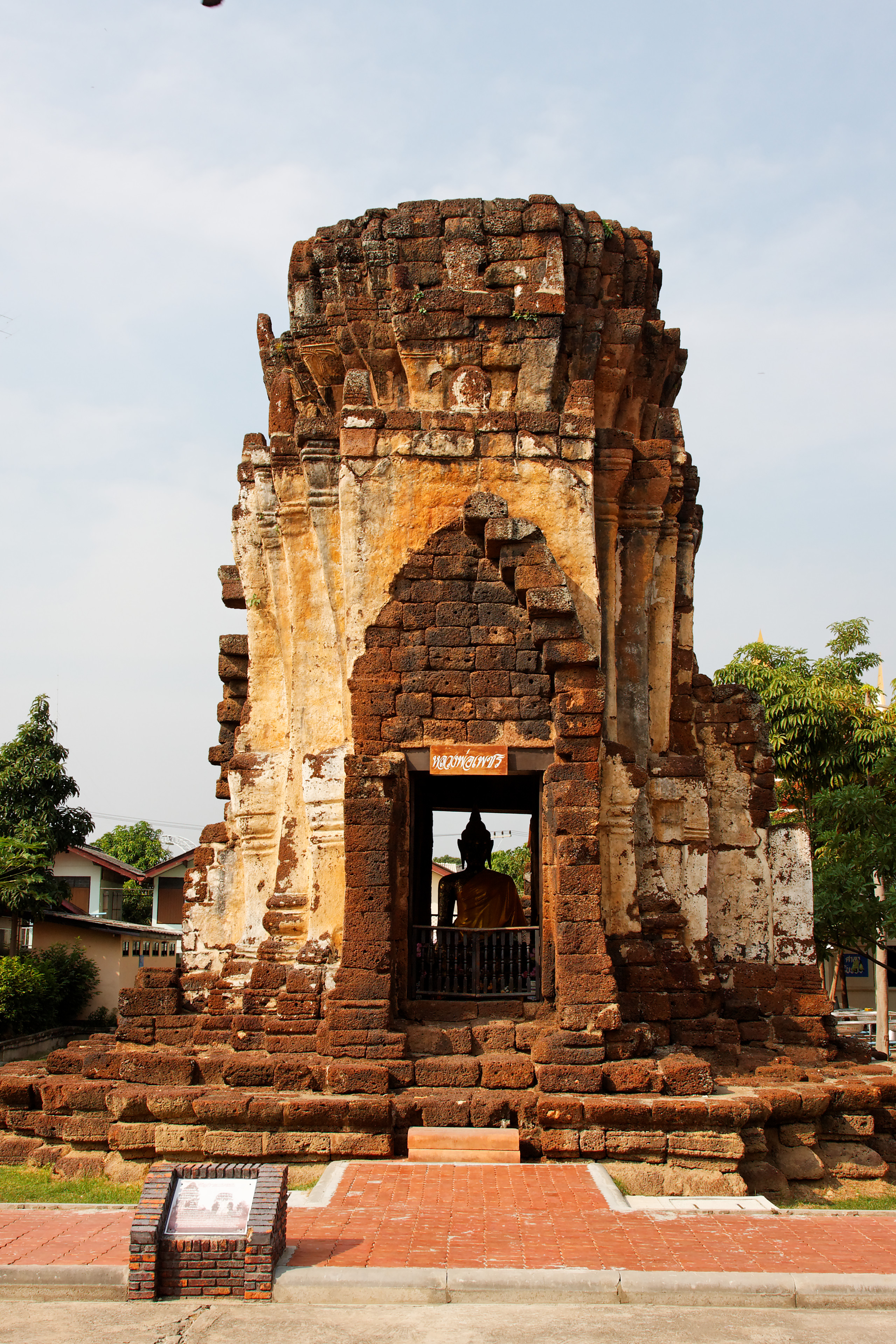
Le prang central
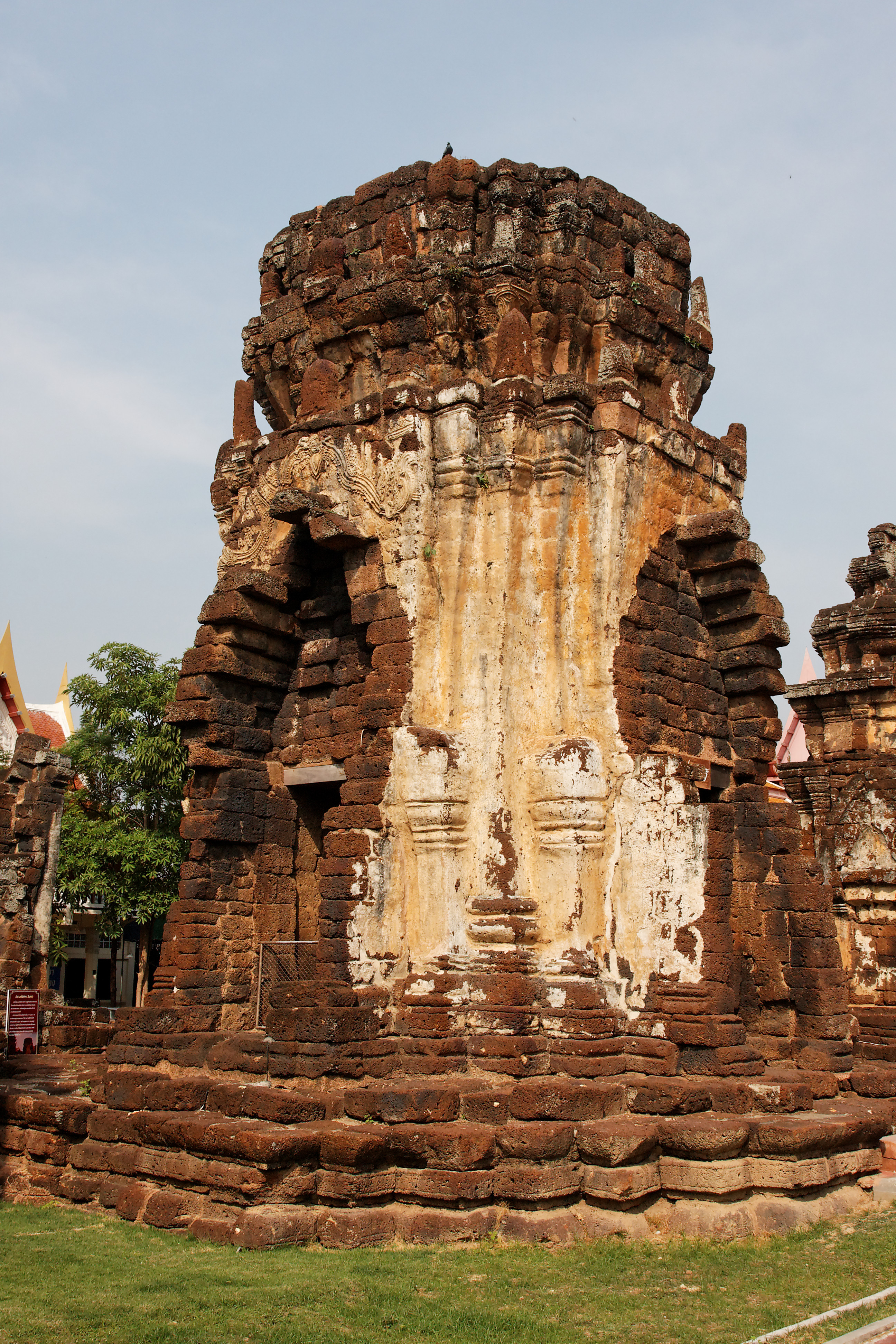
Le prang central
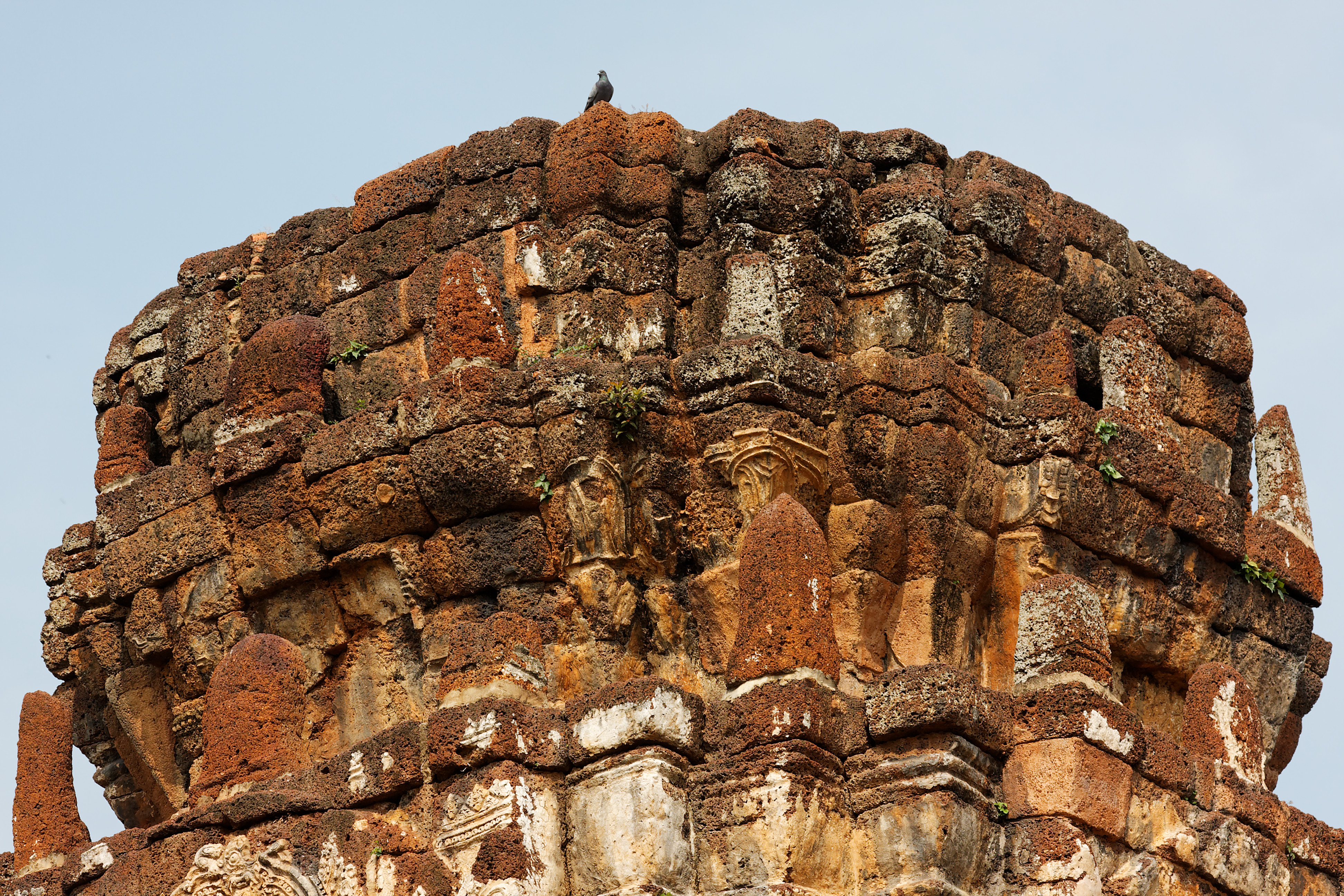
Sommet du prang central
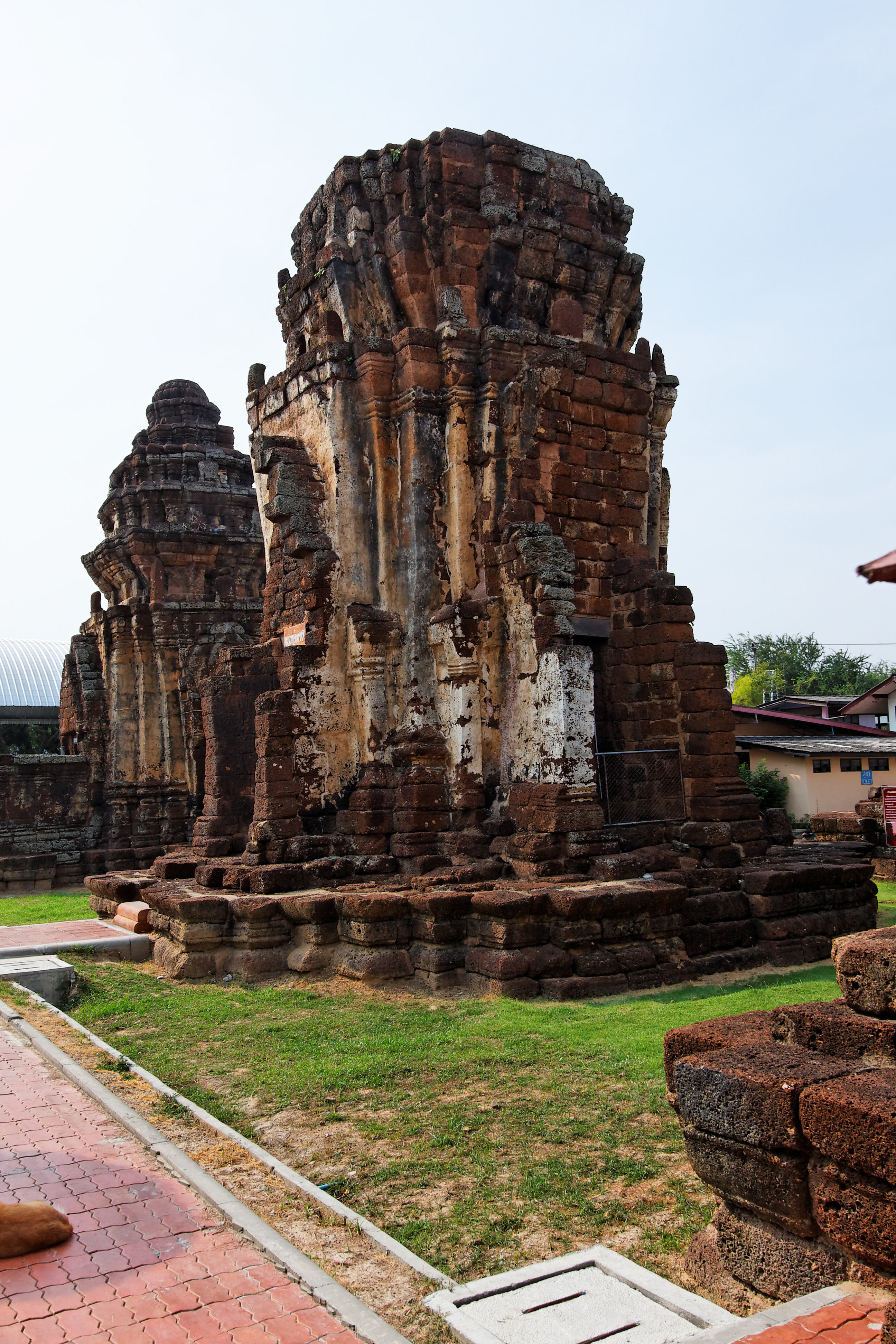
Le prang central
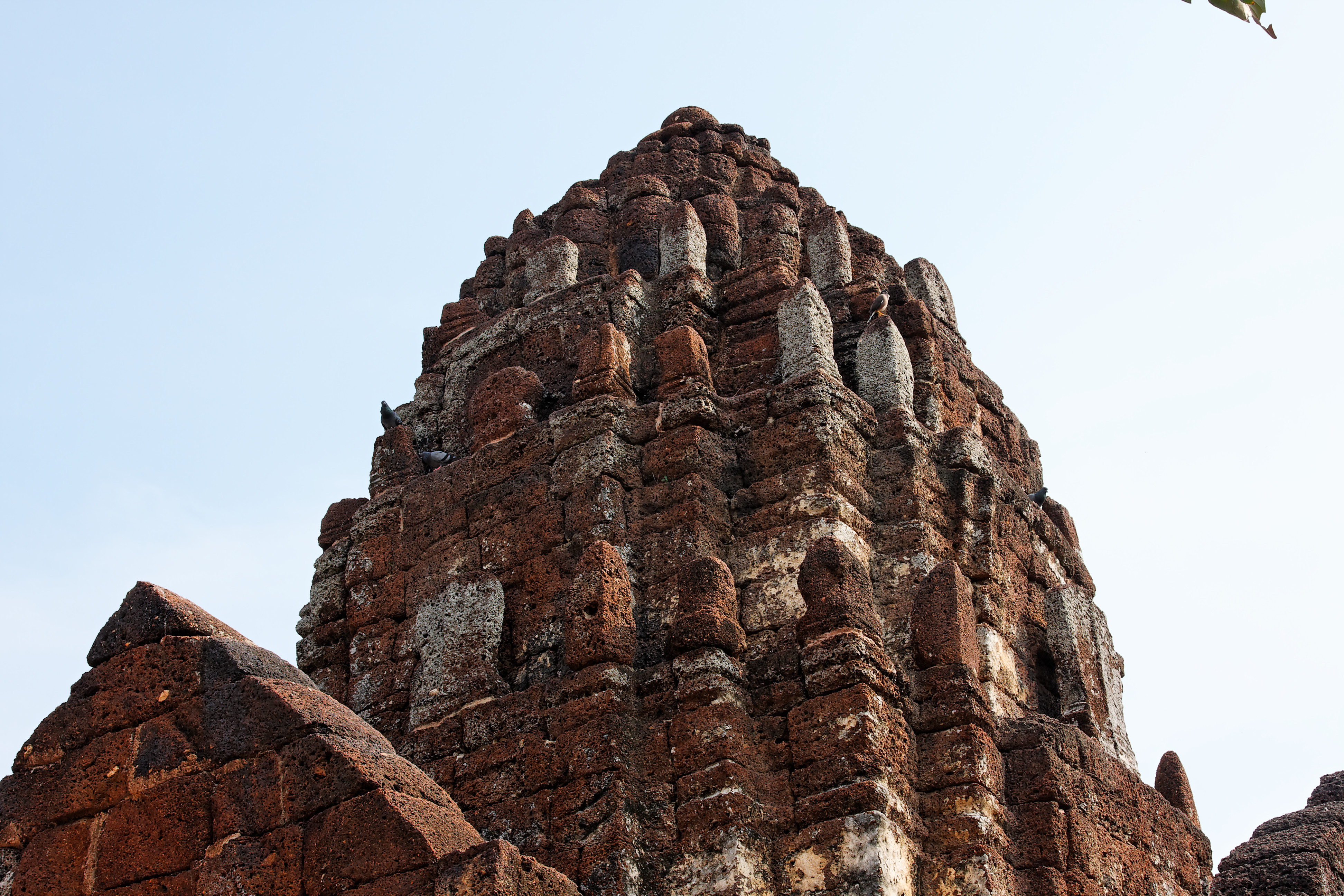
Sommet d'un des prangs latéraux
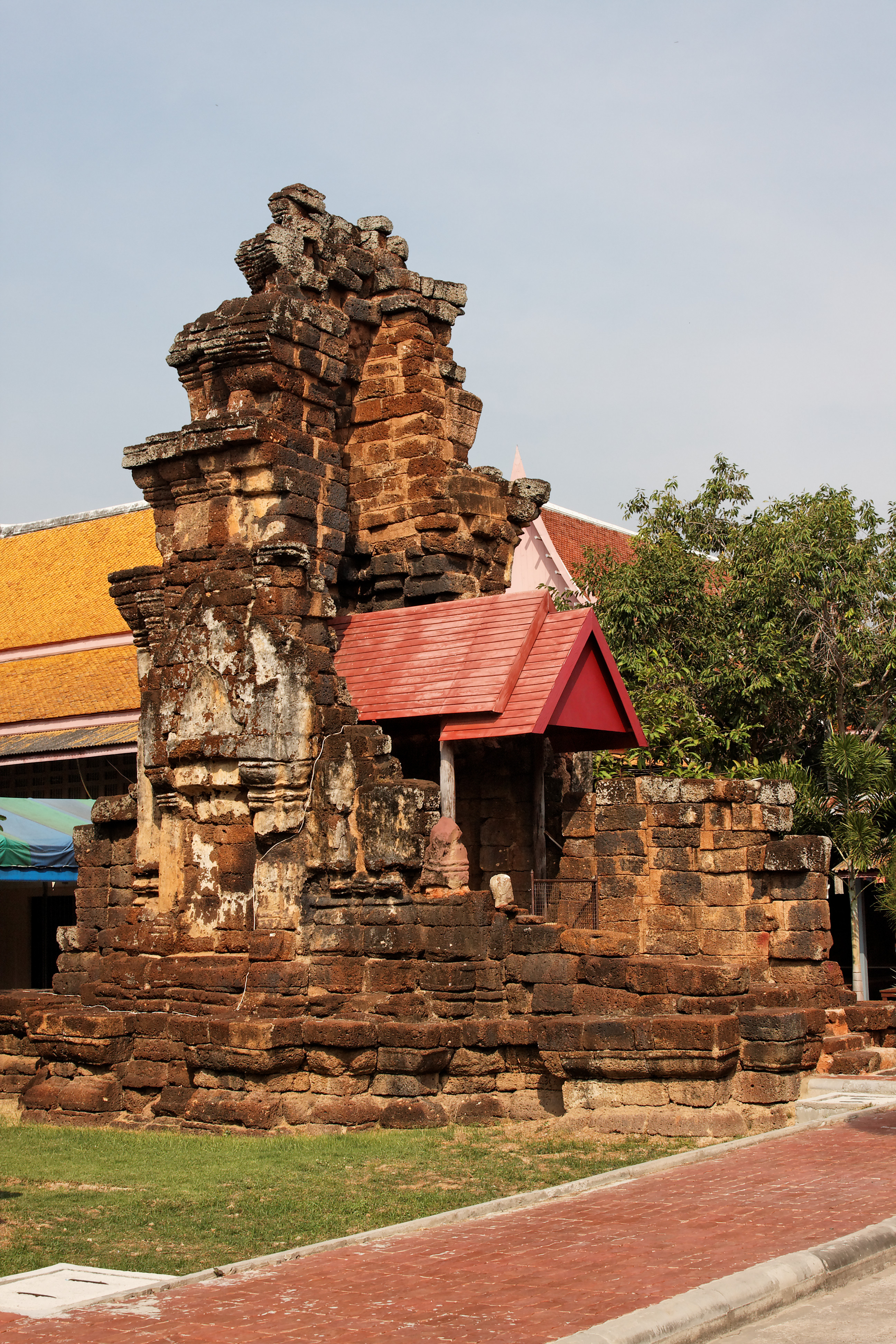
Un des prangs latéraux
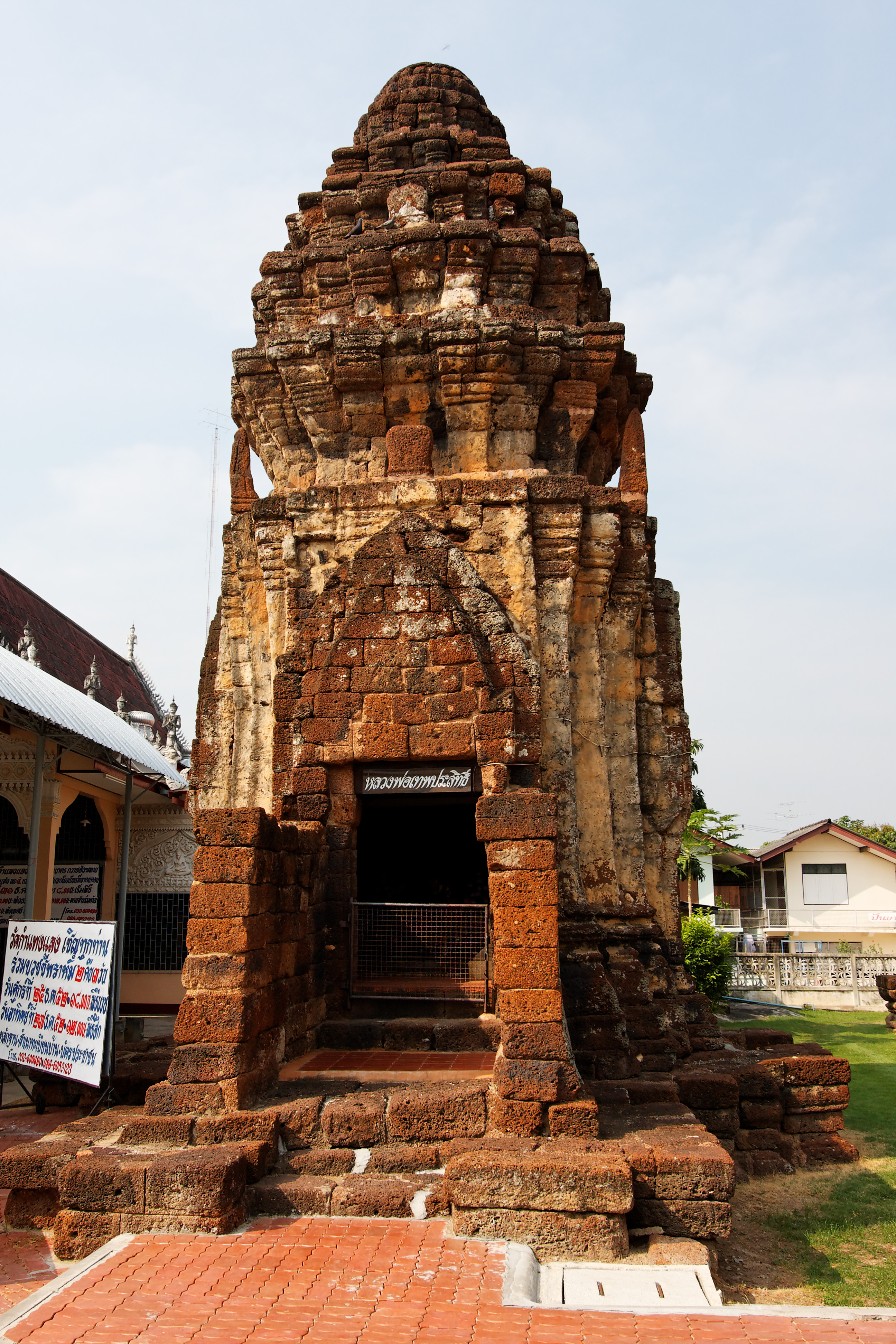
Un des prangs latéraux
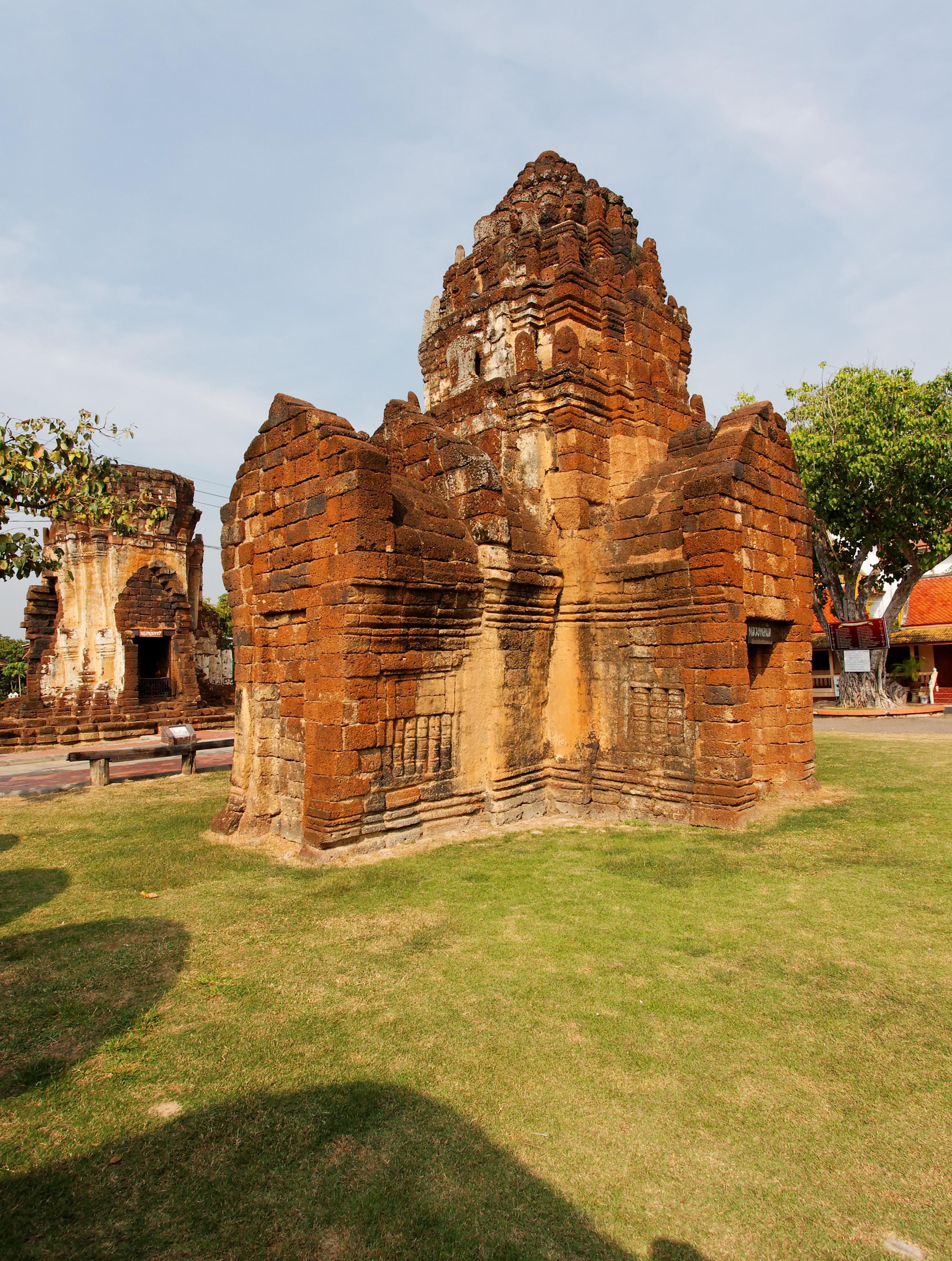
L'oratoire
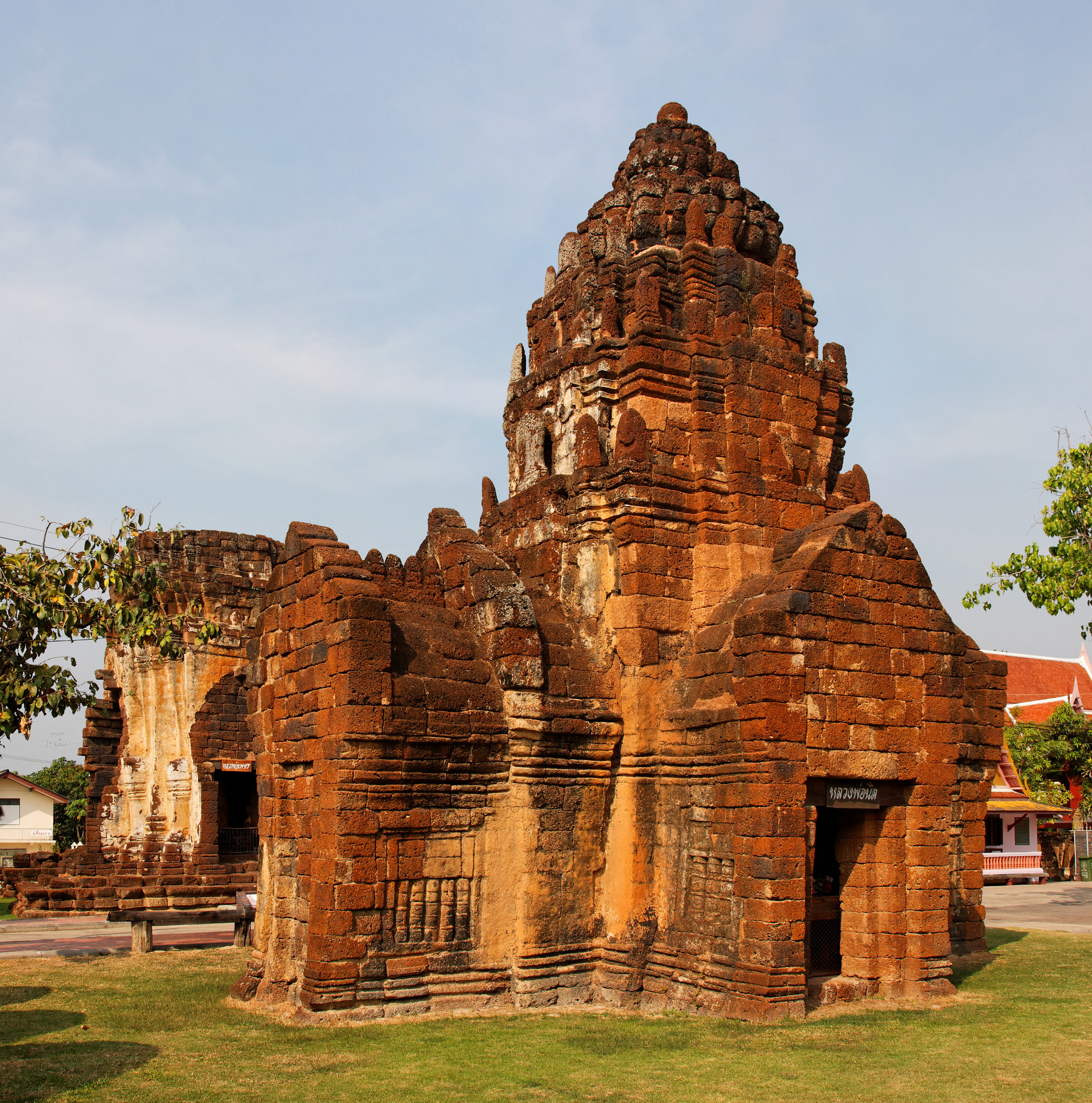
L'oratoire
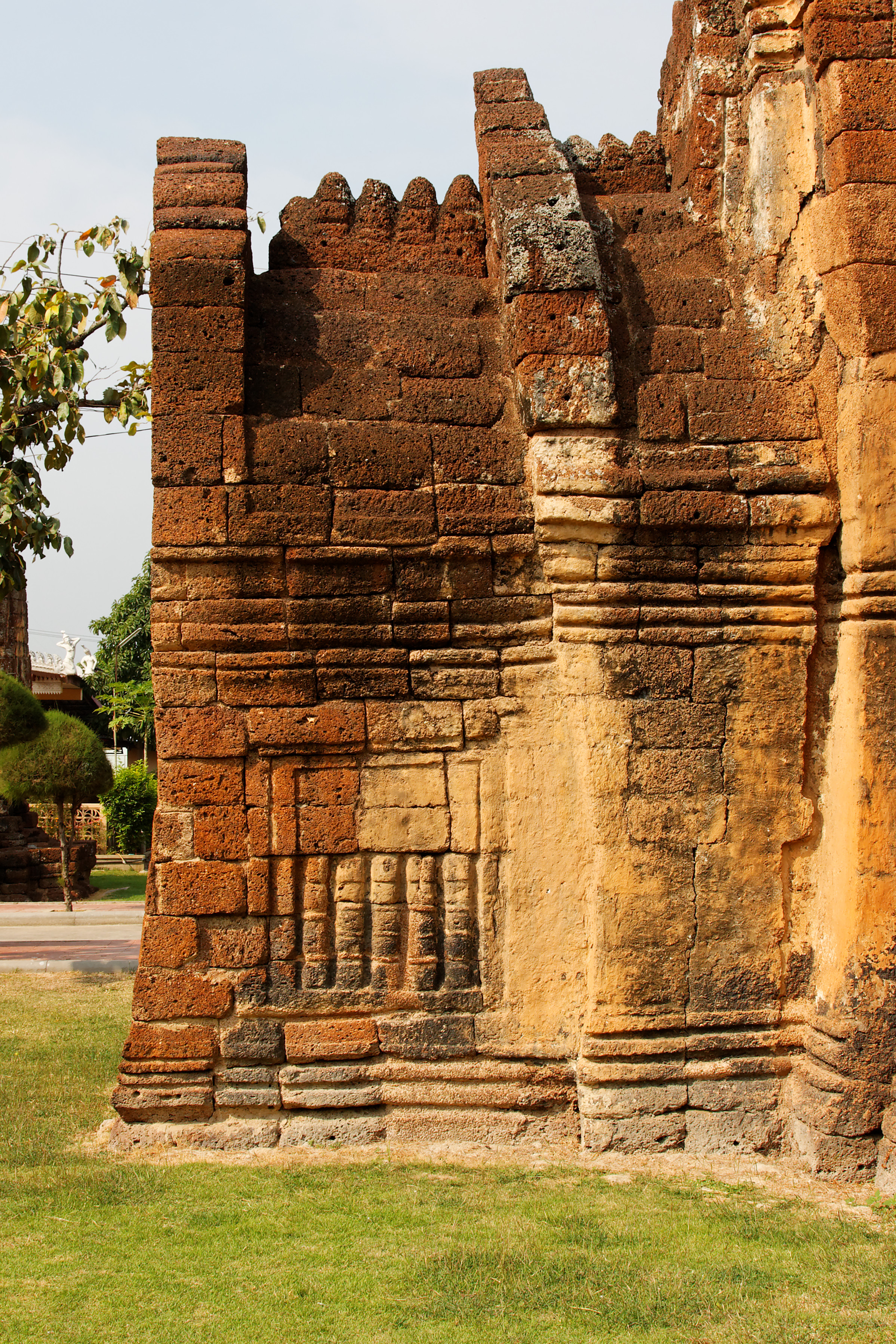
L'oratoire (détail)
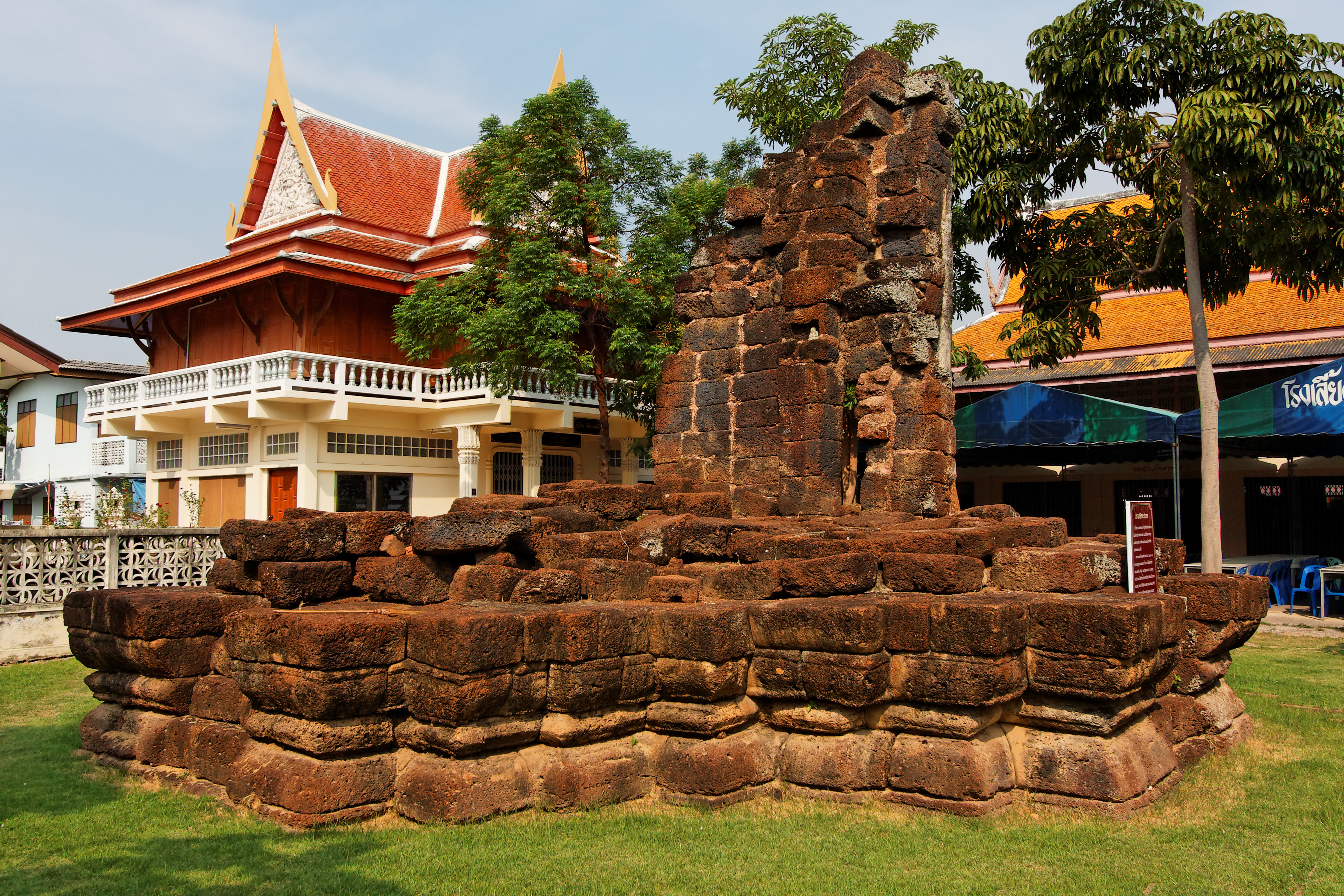
Un des prangs latéraux
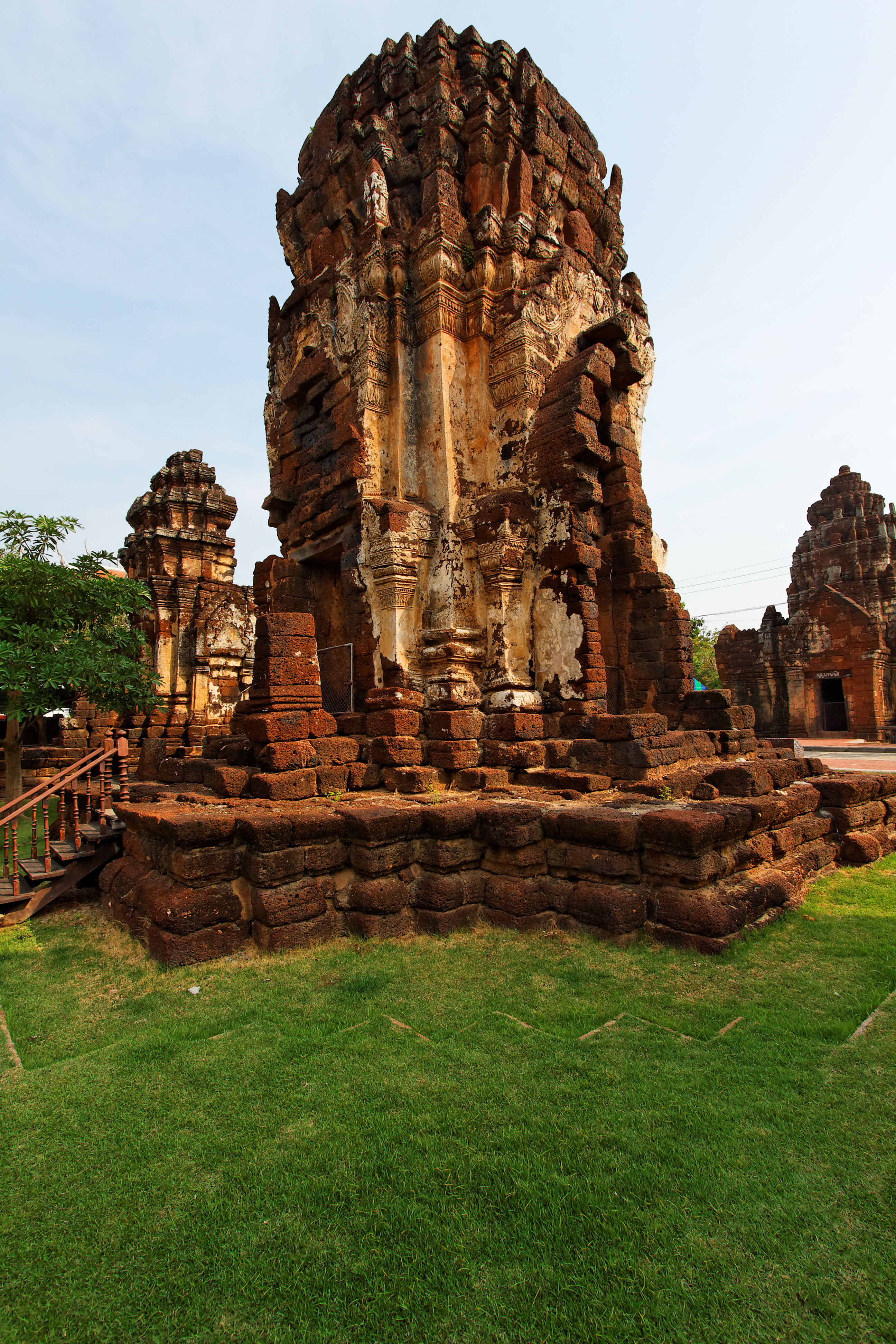
Un des prangs latéraux
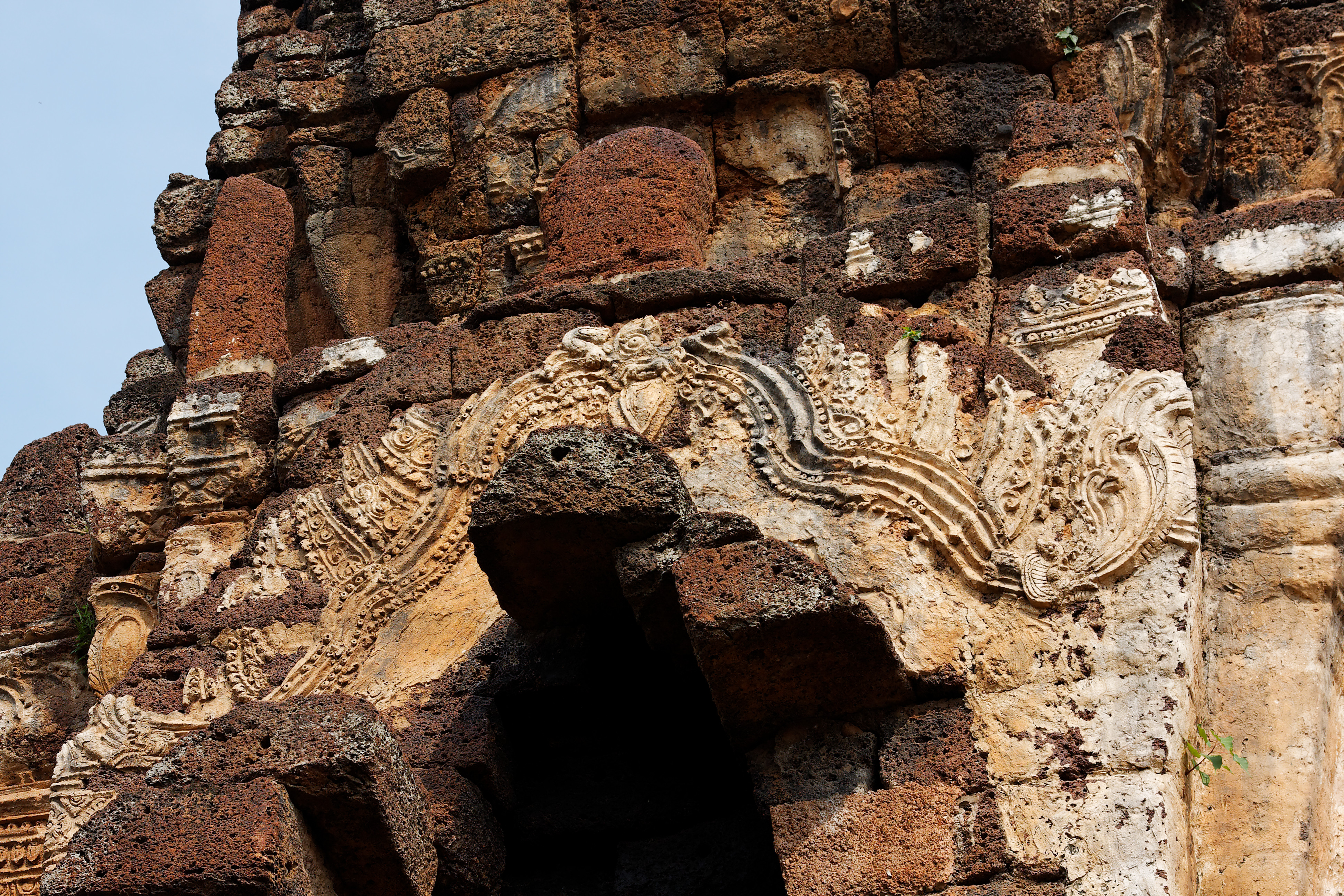
Décoration en stuc d'un fronton
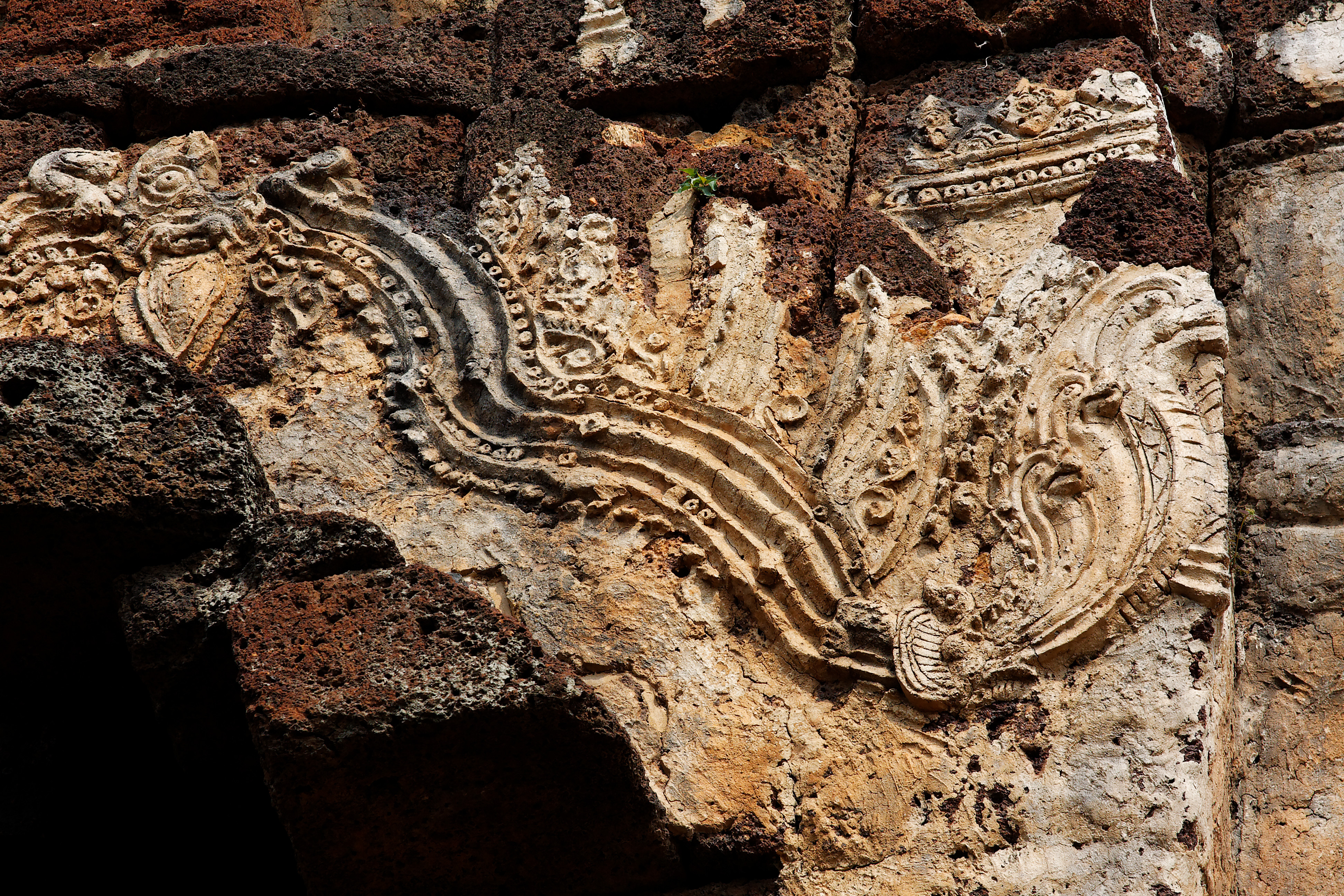
Décoration en stuc d'un fronton (détail)
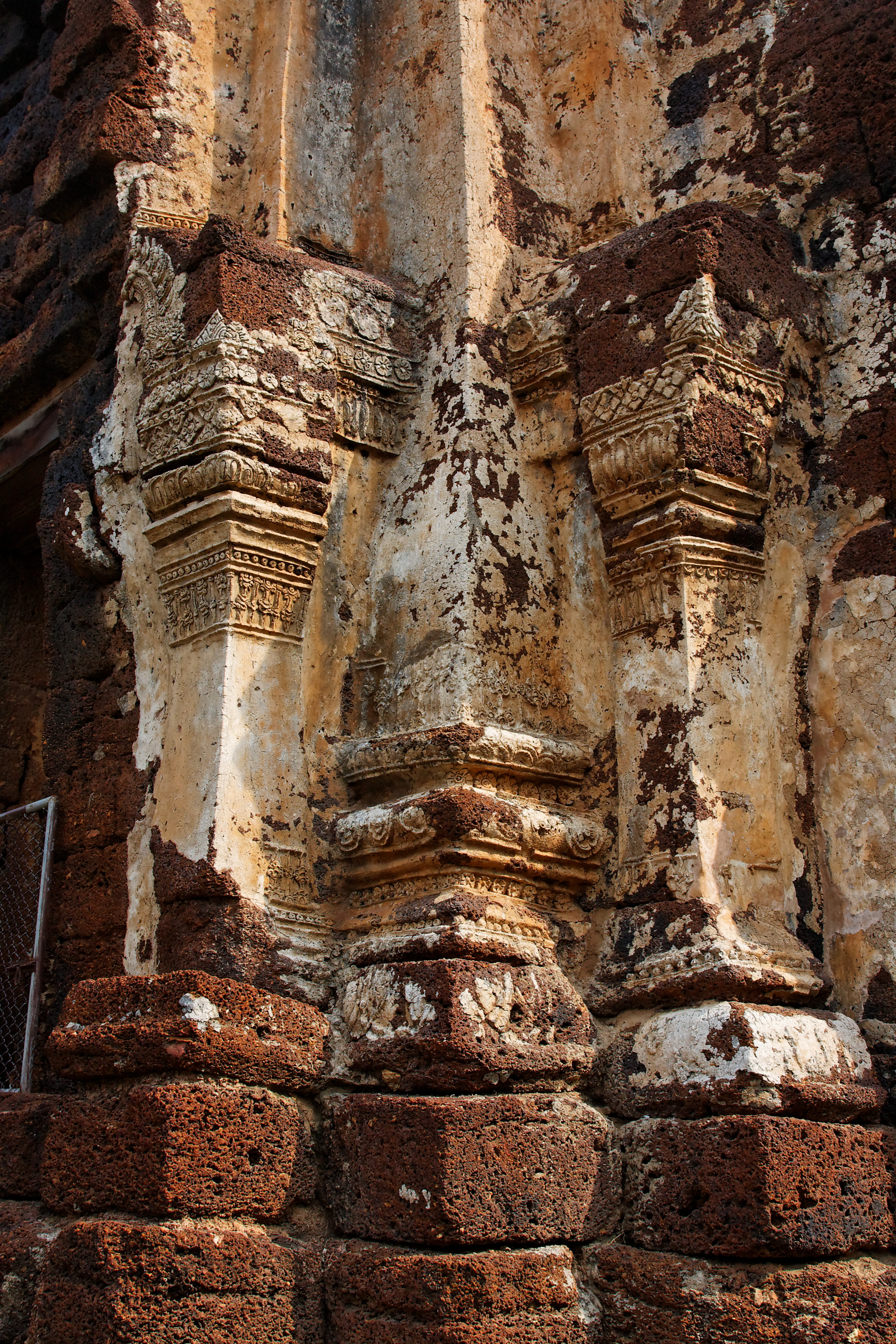
Décoration en stuc des redents
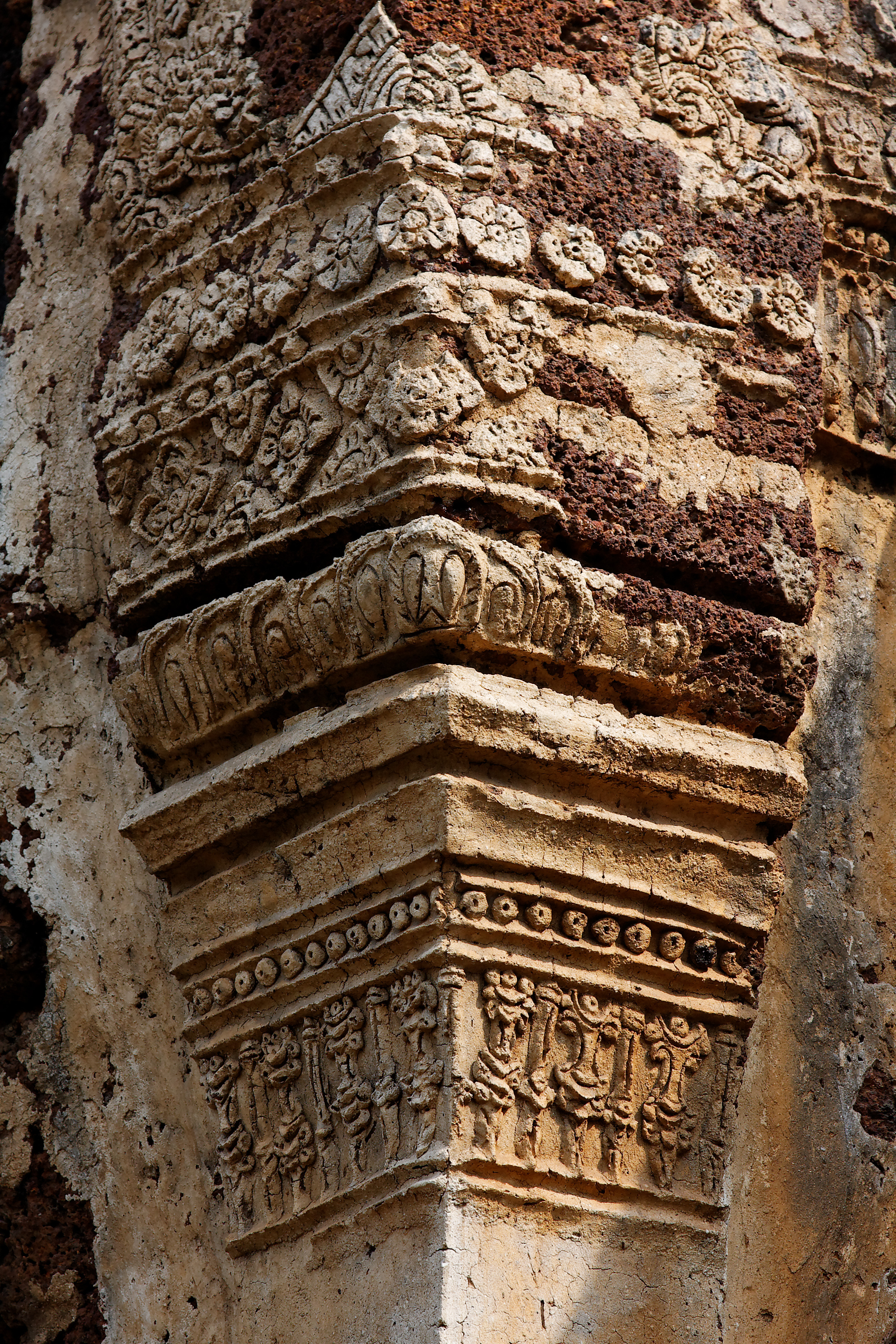
Décoration en stuc des redents
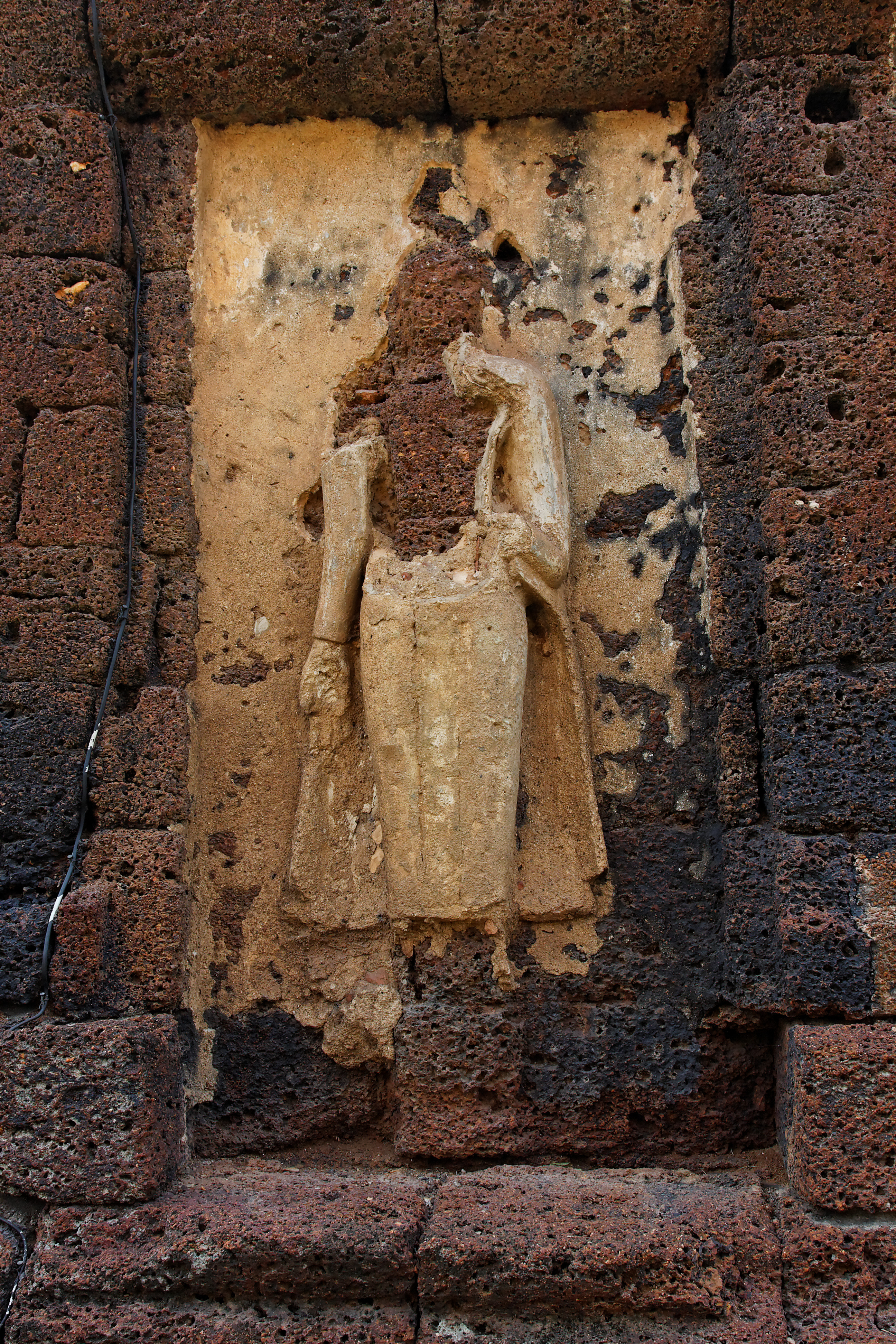
Restes d'un bouddha en latérite et stuc
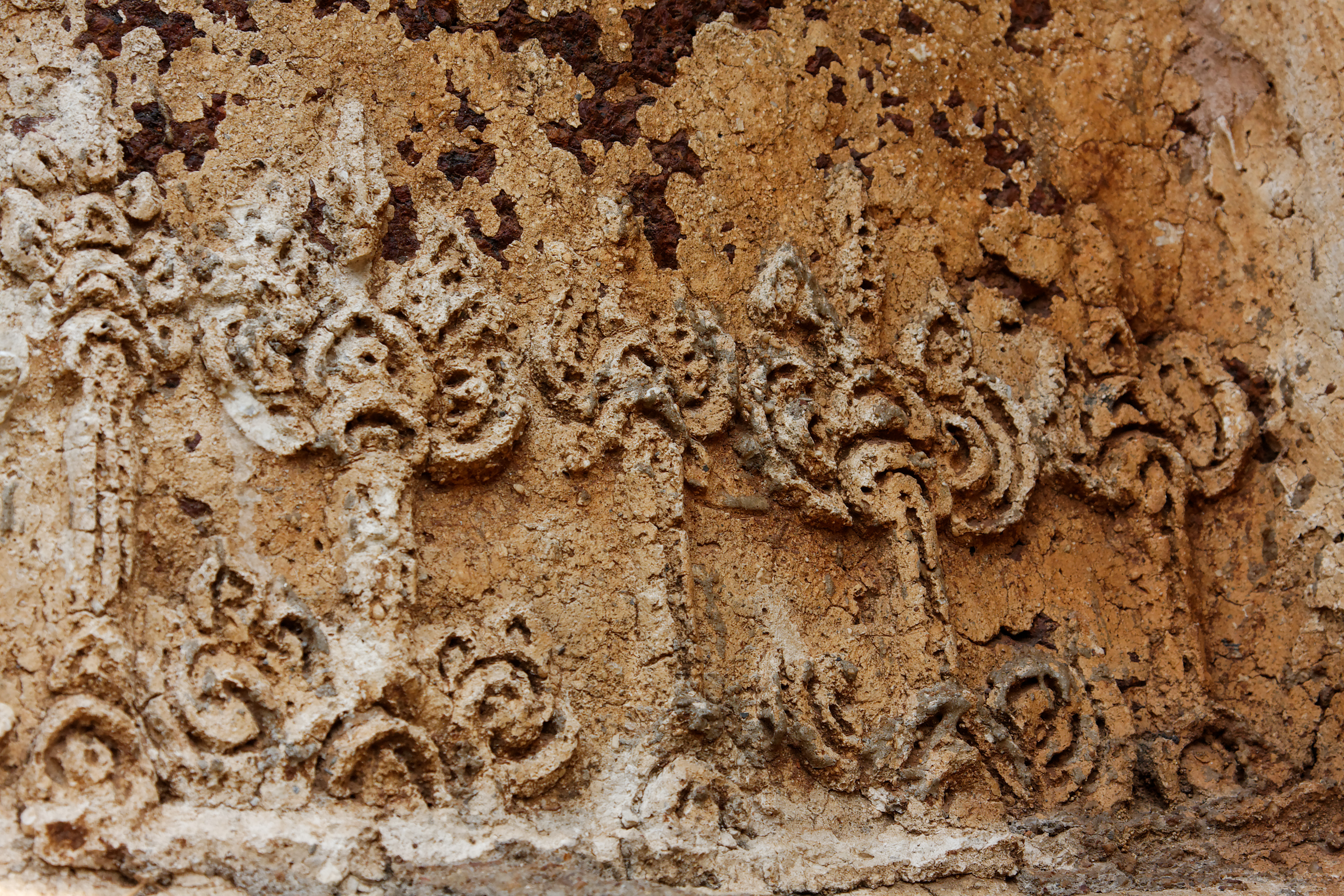
Frise décorative en stuc
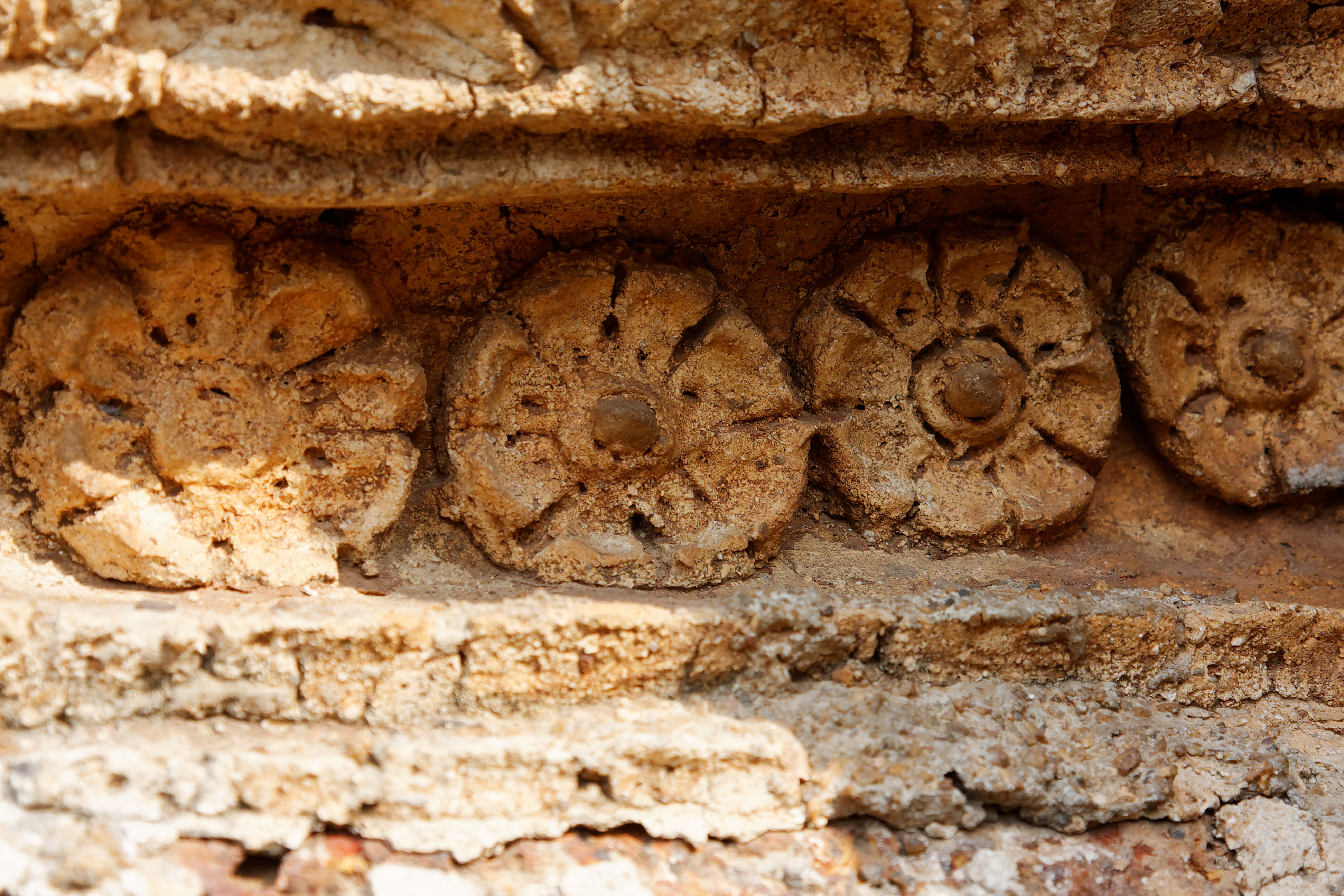
Frise décorative en stuc
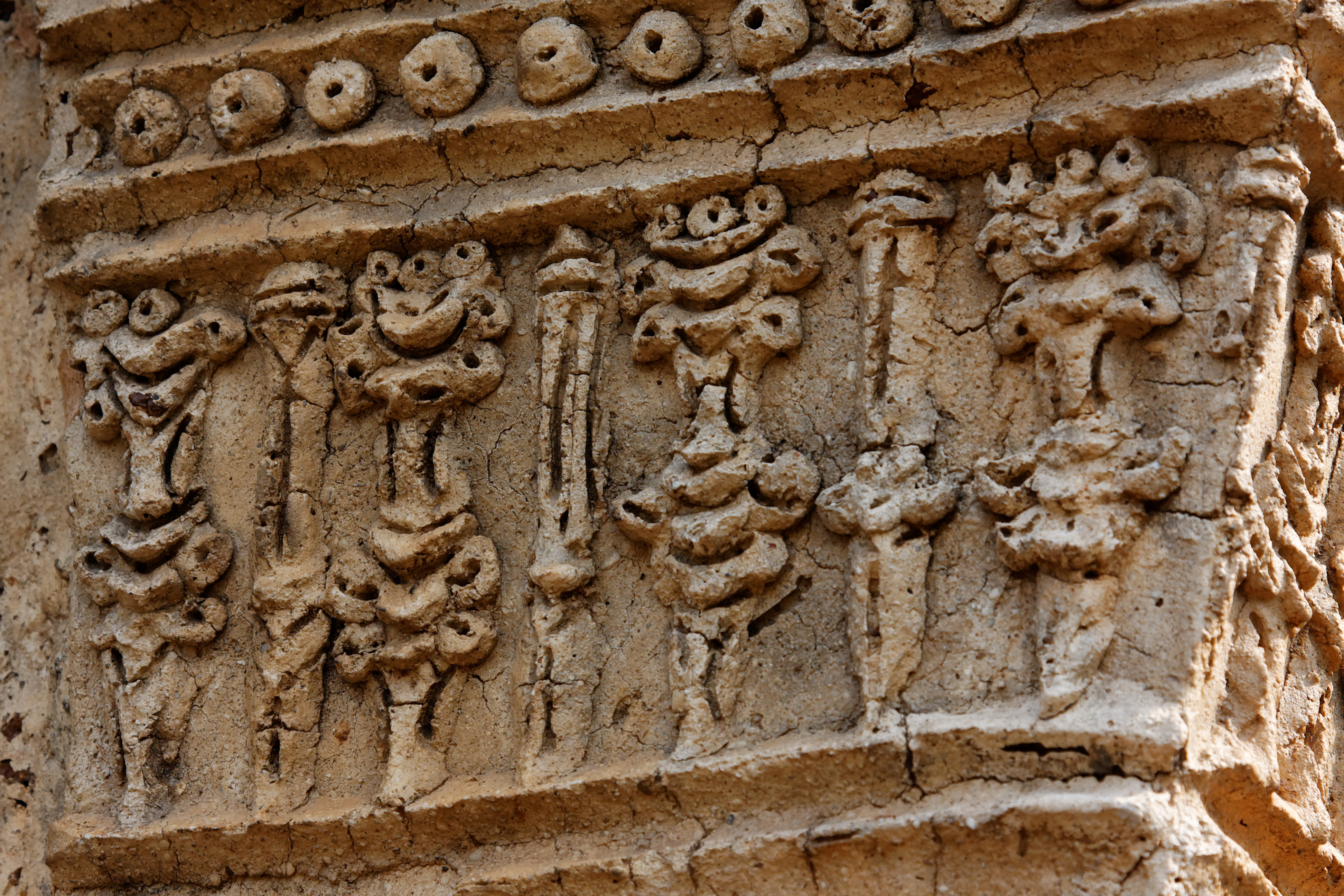
Frise décorative en stuc
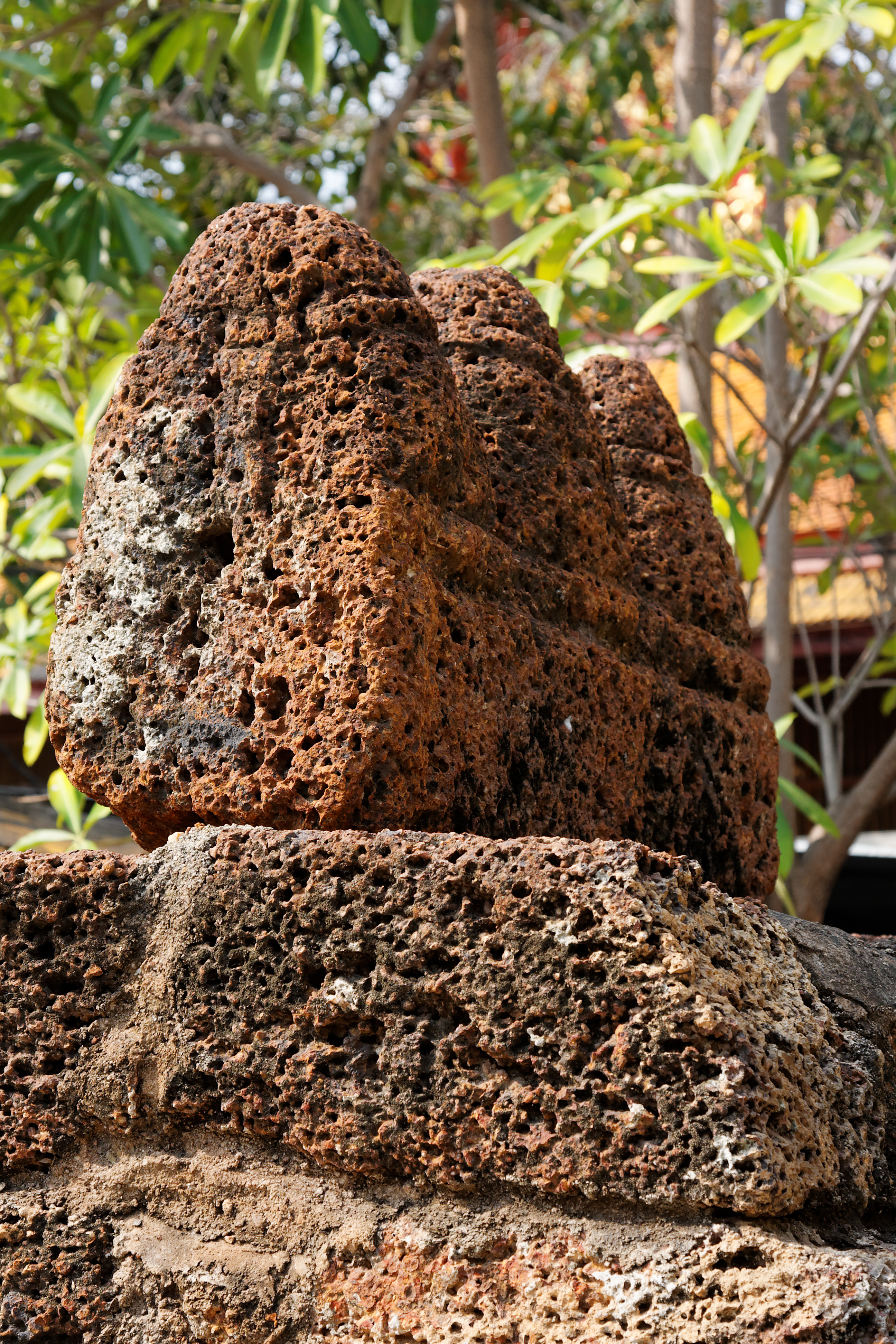
Détail du mur d'enceinte